# João de Saboia
João de Saboia , nasceu  em 1438 ou 1441 e morreu a 22 Dez. 1491. Recebeu o Condado de Genebra como apanágio e ocupou e posto de 1482 a 1491, Era irmão de Luís de Saboia, a quem sucedeu, e filho da numerosa filiação de Luís, Duque de Saboia.
| Antecessor     | João de Saboia (1436- †1482)                   | Sucessor            |
| -------------- | ---------------------------------------------- | ------------------- |
| Luís de Saboia | Conde de Genebra da Casa de Saboia 1460 - 1482 | Carlos II de Saboia |

## Ligações internas
- Condado de Genebra
- Casa de Saboia
- Lista dos condes de Genebra#Casa de Saboia